# Dokufest

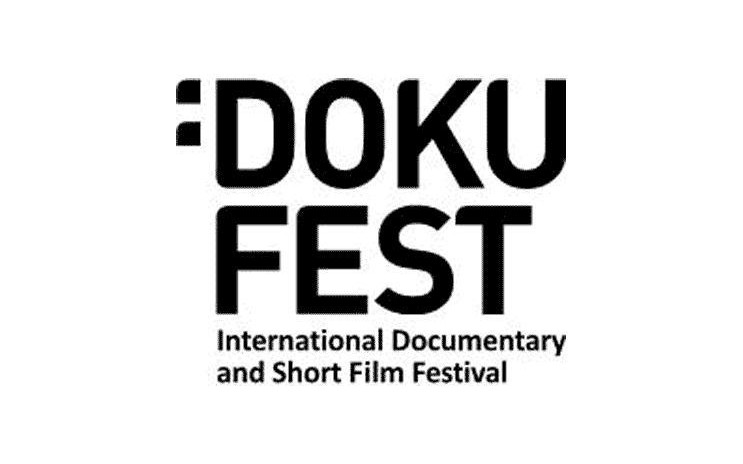
Logo des Dokufests

Das Dokufest ist ein Filmfestival in Prizren, Kosovo.

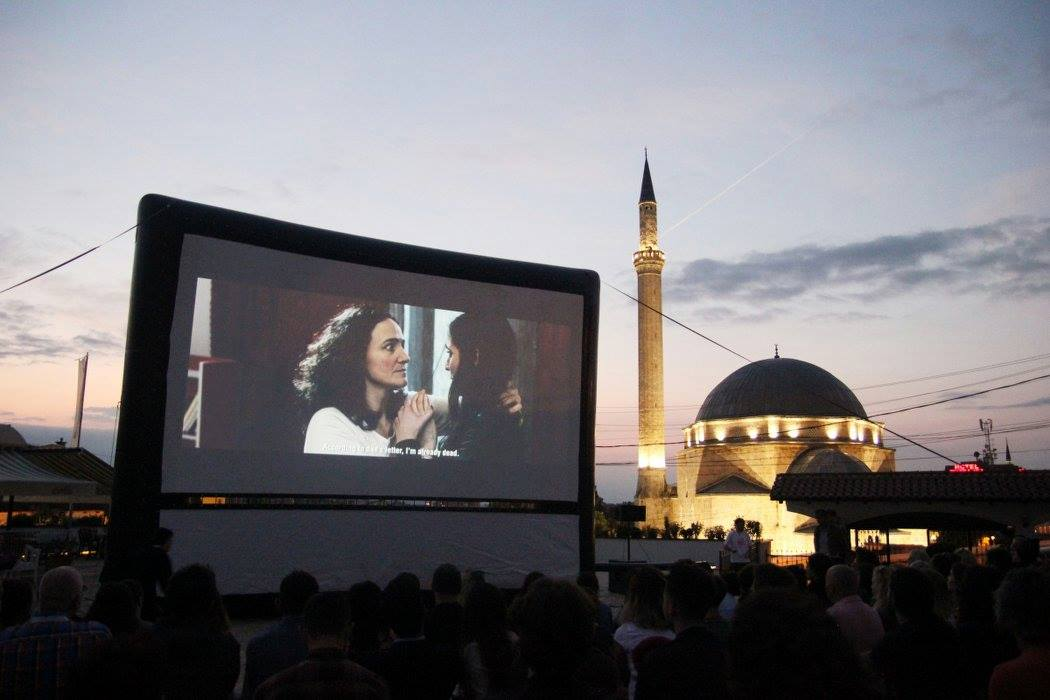
Vorführung im Sommer 2016

Das Festival findet seit 2002 jährlich im Sommer statt. Gezeigt werden Kurz- und Dokumentarfilme. Begründer und künstlerischer Direktor ist Veton Nurkollari. Die ersten Filme wurden im ehemaligen Open-Air-Kino „Lumbardhi“ gezeigt, später kamen andere Vorführorte wie die byzantinische Festung oder ein alter türkischer Hammam hinzu, weil es in Prizren nach dem Kosovokrieg keine geschlossenen Kinoräumlichkeiten gab. Dies verleiht dem Festival im Vergleich zu anderen Dokumentarfilmfestivals einen besonderen Charakter. Die gezeigten Filme sind überwiegend englischsprachig und etwa ein Viertel der Besucher ist international. Im Jahr 2014 wurden für insgesamt 250 Filme etwa 10.000 Tickets verkauft. Die Einnahmen aus dem Festival für die kosovarische Ökonomie werden auf 3 Millionen Euro geschätzt. 2015 wurden 14.000 Tickets verkauft; es gab sechs Wettbewerbe und ein Spezialprogramm mit fünfzehn Abteilungen. Gewinner in den internationalen Wettbewerben waren:
- International Shorts: Hamy Ramezan and Rungano Nyoni, Listen
- Green Dox: Orlando von Einsiedel, Virunga
- Human Rights: Camilla Nielsson, Democrats
- International Documentary Competition/Short Dox: Ben Rivers, Things
- International Documentary Competition/Feature Dox: Travis Wilkerson, Machine gun or Typewriter
- Balkan Documentary: Vladimir Tomic, Flotel Europa[2]

## Preise
2014: Internationales Dokumentarfilmfestival Jihlava: Best Festival Poster und Publikumspreis

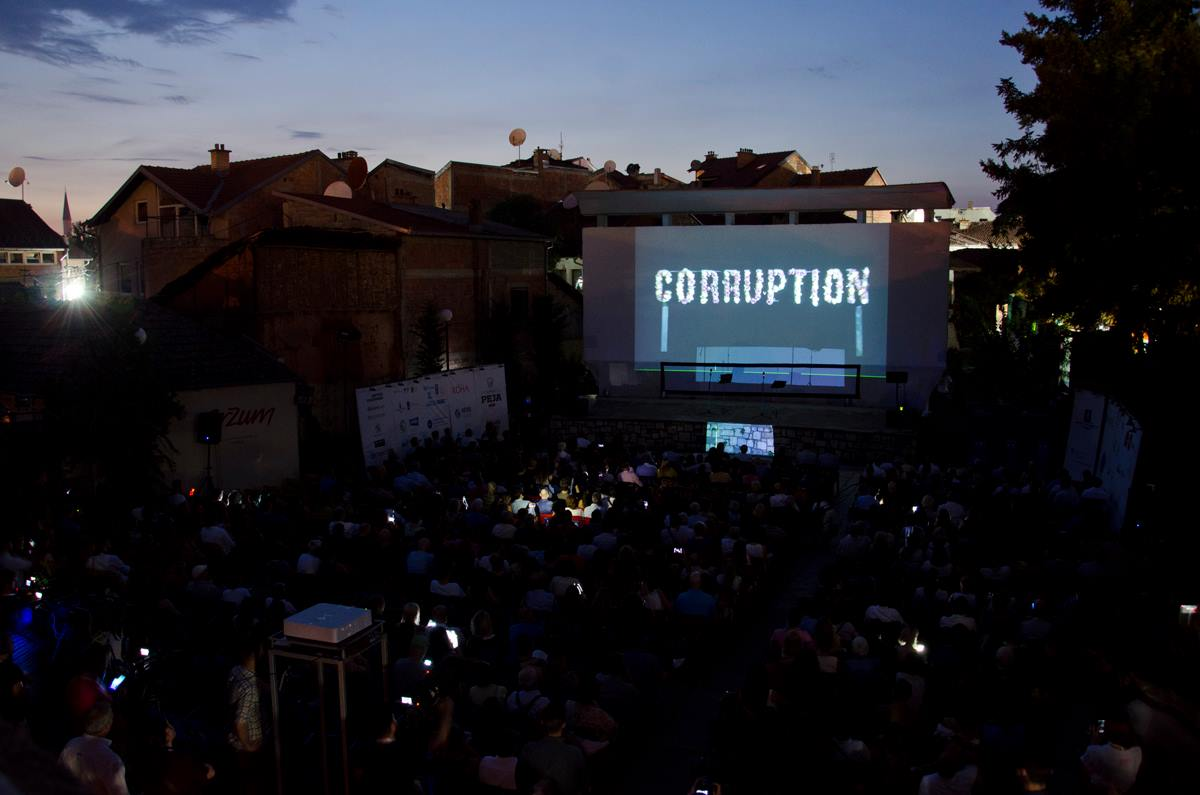
Vorführung im Sommer 2016